# Demokratiska Kampuchea
Demokratiska Kampuchea var det officiella namnet för Kambodja från 5 januari 1976, sedan Röda khmererna tagit makten i landet från den USA-stöttade presidenten Lon Nol i april 1975, till och med 1979 då den vietnamesiska ockupationsarmén insatte en ny regering som då döpte om landet till Folkrepubliken Kampuchea.

## Statens grundande
I april 1975 tågade Röda khmererna in i huvudstaden Phnom Penh. USA hade varit i kontakt med prins Sihanouk för att försöka förhandla fram en lösning för hans återinträde på tronen utan de röda khmererna, men han tackade nej. De avgörande striderna mot Lon Nols styrkor hade inletts i början av januari, när de röda khmererna intog huvudstaden var det med 60 000 från deras armé och än fler bönder som var gerillasoldater. De mänskliga förlusterna var stora, 500 000 döda i av republiken (Lon Nol) kontrollerade områden och 600 000 i de "befriade" områdena. 
Direkt efter intagandet av staden började stadsbefolkningen evakueras. Flera bedömare, bland annat Kampucheakännaren Malcolm Caldwell, ansåg detta vara rimligt agerande. Landet hade ett konstant risunderskott. De inhemskt odlade grödorna räckte inte för att försörja befolkningen med föda och stora mängder åkerareal låg i träda efter USA:s bombmattor. Phnom Penh hade tidigare försetts med risleveranser av USA, organiserad som välgörenhet genom USA:s ambassad, vilket var nödvändigt för att kunna upprätthålla Lon Nols styre. Dessa leveranser slutade i samma stund som Lon Nol flydde till exil på Hawaii med amerikansk militärhelikopter från USA:s ambassad. USAID rapporterade att Kampuchea gått från att vara en stor risexportör till risimportör på bara några år och landet hotades av massvält. Först på senare år har den beskrivits som en dödsmarsch men det behövdes inte tvång för att få folk att lämna staden.  Evakueringen var ideologiskt motiverad. Redan på en KKP-kongress två år tidigare hade det beslutats att alla städer skulle avvecklas. De sågs som ett kapitalismens och den utländska dekadensens centrum. Privategendomens ställning i städerna, sågs av röda khmererna som ett hot mot deras inflytande. Privat ägande, handel och religion avskaffades. KKP såg sin revolution som unik. Kambodjaner som återvände hem från studier i utlandet och liknande undervisades i "khmerrevolutionens överlägsenhet". Överlägsenheten bestod enligt KKP i just evakueringen av städerna och avskaffandet av pengarna. De vände sig mot den kinesiska socialismen där statsanställda hade lön då lön ledde till privat ägande och genom att spara pengar kunde man skaffa ägodelar. Röda khmererna satte likhetstecken mellan privat ägande och personliga ägodelar. Det slog lika hårt mot godsherrarnas ägande som mot böndernas och arbetarnas.
De som evakuerades från Phnom Penh och andra städer kallades, när de blivit utplacerade i byarna, för "det nya folket", i motsats till bönderna som redan bodde där och som betecknades "det gamla folket". "De nya" som anlänt hade ofta mist anhöriga i den långa marsch evakueringen innebar. Många familjer var splittrade och de sjuka som inte hade någon anhörig som eskorterade dem lade sig vid vägrenen för att dö. När de väl kommit till byarna behandlades de ofta illa. Det var känt att gamla godsherrar och Lon Nol-anhängare flydde från KKP-kontrollerade områden in till städerna under inbördeskriget varför det fanns en stor skepsis mot stadsbefolkningen. Denna skepsis riktade sig ofta mot alla stadsbor. "De gamla" var "fullvärdiga medlemmar" av kooperativen och fick bland annat ställa upp och rösta i val till församlingar, de nya skulle "skolas" innan de blev fullvärdiga medlemmar. De nya delades upp i två olika grupper "provmedlemmar" och "förvarade". I behandlingen av "de nya" värderades inte bakgrunden hos personerna. Om någon var handelsman, liten eller stor rentiér, radikal student eller arbetare kvittade lika, personen var lika suspekt som potentiell antirevolutionär som stadsbo oavsett om den var anhängare eller motståndare till KKP. "De nya" behandlades ofta sämre än "de gamla". Det fanns regionala skillnader, på vissa ställen fanns det en vänlig inställning till nykomlingarna, men på andra ställen fick de mindre matransoner och dåliga bostäder. Ofta sågs "de nya" som en belastning av "de gamla", då de skulle utföra samma arbete som de och var ovana vid jordbruk och med det drog ned resultatet. När en "ny" av misstag begick fel, råkade föra en oxe fel så att han bröt benet, eller av utmattning arbetade för långsamt, var det inte ovanligt med anklagelser mot personen för "sabotage". Många "nya" dömdes till straffarbeten av byråden för sådan verksamhet och som grupp stigmatiserades de. Stadsborna var inte vana vid livet på landsbygden, det rådde brist på mediciner och många dog i diarrésjukdomar och av undernäring. De "nya" var inledningsvis utplacerade framförallt i områden där KKP var starka, i sydväst och öst, men ett halvår efter "befrielsen" flyttades de återigen till fots till glesbefolkade områden i norr och nordväst. 800 000 förflyttades till nordväst där befolkningen fördubblades och situationen blev särskilt besvärlig. Det är osäkert hur många som dog under dessa förflyttningar men det rör sig om åtskilliga tusen. Lon Nol inledde under sin tid vid makten pogromer på vietnameser. 300 000 vietnameser fördrevs under hans tid för att de var "thirith", otrogna på Sanskrit, en buddhistisk benämning för icke renläriga som konverterat till kristendomen. Fem månader efter "befrielsen" hade röda khmererna fördrivit och utrotat alla utom 10 000 av de resterande 150 000. KKP såg i sin paranoia verkliga men också inbillade fiender i vietnamesiskättlingar, vilka sades vara inplanterade av Vietnams kommunister som spioner och infiltratörer. Få av de 10 000 återstående överlevde under röda khmerernas styre. Kampanjer inleddes också mot den muslimska cham-befolkningen som tidigare utgjort ett stort stöd till KKP då de utstod buddhistisk diskriminering från de förutvarande regeringarna, men nu sågs de som inte gjort avkall på sin muslimska tro som fiender. De av cham som inte gjorde avkall på sin religion reste sig mot röda khmererna och förde gerillakamp som resulterade i stora förluster för KKP. I kooperativen förbjöds deras klädsel, språk och religiösa symboler som till exempel skägg. I kollektiven testades deras lojalitet genom att ge dem griskött, med kännbara konsekvenser om de inte åt. Alla etniska minoriteter förtrycktes inte. Bergskhmererna som i etnisk bemärkelse skilde sig från majoritetsbefolkningen med sin mörka hud favoriserades som "riktiga" kambodjaner. KKP:s ideologi kan ses som rasistisk eftersom de förespråkade vad som på engelska kallas "khmer supremacy". KKP:s ideologi var inte av ett nytt slag i denna bemärkelse, utan hade rötter i såväl general Lon Nols militärdiktatur som Sihanouks mindre brutala autokrati. Även på andra plan hade ideologin bevarat inslag från de tidigare samhällena, monarkin återuppfördes och Sihanouk var statsöverhuvud, även om hans roll kom att hamna i skymundan 1977 då hans ställning gjordes symbolisk. KKP som organisation var hemlig och verkade under namnet Angkar som inte var uttalat kommunistisk men nu utan inslag av andra organisationer än KKP från den enhetsfront som var verksam under namnet FUNK. 
Efter befrielsen avskaffades Kampucheas penningväsende men pengar kom fortfarande att spela en stor roll för det kambodjanska samhället. Emedan befolkningen var förbjuden att handha pengar och tvungna att arbeta för sin utkomst, vilket egentligen kan ses som livegenskap, drev landets ledning handel med de jordbruksprodukter befolkningen skapade genom sitt arbete. Det finns en föreställning om att Demokratiska Kampuchea försökte bli ett självhushållande land, ris och andra grödor skeppades ur landet för att använda vinsten till att investera i maskiner till ett mekaniserat jordbruk. Därför ställdes höga krav på skördeavkastning på byarna. Jordbruket hade återupprustats med omfattande vattenuppsamlande dammar för bevattning, och befolkningen utförde ett mycket tungt arbete. Bondebefolkningens arbetsvillkor hade inte förändrats väsentligen, men för "de nya" var omställningen närmast en övergång till slavarbete. den som inte arbetade fick ingen mat. Uppsamlande av nötter, rötter och fallfrukter var förbjudet. Arbete skulle enbart utföras för den gemensamma saken och livsavgörande aktiviteter för den individuella överlevnaden bestraffades. Matutskänkningen var gemensam och man åt i stora matsalar. All fritidsaktivitet utövades kollektivt.

## Svält och "vietnamesisk infiltration"
Kvoterna för överskott av risproduktionen var högst i nordvästra Kampuchea, där inflyttningen av "nya" var störst. De som var minst vana vid jordbruksarbete fick de största kraven på ökad produktion medan fattiga byar där KKP var starkt i sydvästra zonen liksom östra zonen där KKP också var starkt, fick mycket mindre kvoter. Bland dessa var det bara 20 procent av skörden som skulle gå till regimen, medan det var 40 procent i nordväst. Att lasta den största bördan på de med minst förmåga hade stora konsekvenser. Många dog av svält och hungersnöden var periodvis konstant. Bondebefolkningen var van vid att äta rå fisk, när detta serverades också de "nya" fick de sjukdomar och diarréer. Sjukdomarna spreds lätt mellan människor, men också vid arbetet på fälten då avföring från människor användes som gödsel. 
1975 års skörd blev inte så bra som man hoppats. Ledningen insåg att allt inte stod rätt till när det året därpå, 1976, blev en massiv hungersnöd i nordvästra Kampuchea. En regering bildas med Khieu Samphan som statsöverhuvud, Pol Pot som regeringschef, Ieng Sary och Sun Sen som ställföreträdande regeringschefer. Zonkommendörerna Cchit Choen (alias Ta Mok) och Ke Pauk fick kontroll över DK:s armé. Pol Pot fortsatte vara generalsekreterare för kommunistpartiet, Nuon Chea vice generalsekreterare. Efter att regeringsrepresentanter haft en delegation för att syna förhållandena på landsbygden konstaterade den att allt inte stod rätt till och att den dåliga skörden inte bara hade sin förklaring i att USA bombat sönder hälften av åkerarealen åren innan. De konstaterade att hela byar kunde lida av kronisk undernäring och att arbetet på fälten utfördes av såväl sjuklingar som åldringar och gravida trots dekret om att de skulle vara fria från tungt arbete. Att arbetsförhållandena bara på ett fåtal ställen är "bra" och att det framförallt är "de nya" som lider mest. Det idkas självkritik och partiet skickar ut dekret om att "de nya" inte ska behandlas illa. Samtidigt skyller man ifrån sig när det gäller ansvaret för försämringarna, istället för att kritisera den egna politiken talar man om "vietnamesiska infiltratörer" som vill det Kampucheanska folket illa och pratar om vietnamesiskt inflytande i partiet i termer av en sjukdom som med sina baciller sprider sig inom partiet, armén och samhället. Förföljelserna av vietnameser och påstådda "vietnameser i khmerkroppar och "khmerer med vietnamesiskt tänkande" accentuerades. Man skickade kader från östra zonen att "rensa upp" bland kadern i nordvästra zonen. Påstådda vietnamesiska infiltratörer i ledningen avrättades summariskt och ersattes av nya. När dessa visade sig beordra mord på "de nya" för småförseelser och av inbillade begångna brott beklagade Ieng Sary att fel personer dödats och kader från sydvästra zonen skickades dit att rensa upp bland de som tillsattes av kadern från östra zonen. De hälsades inledningsvis som befriare av "de nya" och "nya" tillsattes i den lokala kadern och gavs utökade rättigheter, men när man vid skördetiden från centralt håll fann att matförråden i zonen stod nästan tomma efter rapportering om uppfylld kvot och efter att ha skickat iväg centralkvoten, skickades återigen kader från sydvästra zonen att rensa upp i nordvästra zonens administration och utplåna de "vietnamesiska infiltratörerna". De "dolda fienderna", "vietnamesiska infiltratörerna" och andra "baciller" som "infekterade den Kambodjanska "samhällskroppen" tjänade som syndabockar för en misslyckad politik. I metoderna för att komma åt dem ingick bland annat tortyr. Till tortyrcentret Tuol Sleng, under ledning av Duch, skickades misstänkta för förhör, där tortyren ofta inte upphörde förrän personen var död eller erkänt att han jobbade för antingen CIA eller Vietnam eller kanske bägge på samma gång. Under tortyrförhören fördes anteckningar av offret självt där han skrev upp sina bekännelser och namn på personer som var involverade i konspirationen mot Angkar eller stod i förbindelse med Vietnam eller CIA. I takt med att försämringarna ökade ökade också våldet. Representanter för KKP har senare hävdat att det var oavsiktligt, och att organiserandet av våldet fungerade autonomt utan ledningens fulla insyn, men tillräckligt många undertecknade dokument på godkännande av tortyr av olika personer och avrättningar finns för att de inte ska kunna fråntas sitt ansvar. 1976 skrev ledningen under beslut om att tidigare soldater i Lon Nols arméer skulle bortföras och avrättas om så behövdes, vilket tidigare particentrum förbjudit vad gällde andra än generaler. Ofta fördes de bort och avrättades med hela sina familjer.

## Vietnams invasion
1977 tillkännagav Angkar att de var ett kommunistiskt parti, något som tidigare hållits hemligt. Många trodde att organisationen bara var nationalistisk eller patriotisk, emedan KKP utåt var kända för omvärlden och hade förbindelser med den internationella kommunistiska antirevisionistiska rörelsen. De försökte bryta sin diplomatiska isolering de tidigare frivilligt ingått efter "befrielsen" och skickade och tog emot delegationer från regeringar i olika länder och sökte nå ett militärt samarbete med Kina under Deng Xiao Ping. De började också kontakta högutbildade kambodjaner i utlandet då regeringen insett att ett land behöver industrier för sin utveckling och med det ingenjörer. Tidigare hade intellektuella och högutbildade i annat fall än då de ingick i partikadern misstänkliggjorts och ofta utpekats som spioner. Satsningar på återuppbyggnad av fabriker i Phnom Penh gjordes och bönder skickades till städerna för att bli fabriksarbetare. De frostiga relationerna med Vietnam försämrades ytterligare när man inte lyckades nå framgång i förhandlingar som alltsedan Sihanouks monarki drivits om de franskdragna gränserna mellan länderna. Gränsstrider som Vietnam skyllde på Kampuchea och Kampuchea på Vietnam inleddes. Det är dock fastställt att en offensiv från Kampuchea för att ge Vietnam en minnesbeta utfördes och slogs tillbaka med kraft. Vietnam hade dittills utvecklat mycket starka relationer till Sovjetunionen och Kampuchea har gjort samma med Kina. Kina hade å sin tur inlett relationer med USA och president Nixon hade varit på besök i landet. Tillsammans med ekonomisk nedgång i Vietnam och flyktingströmmarna från Kampuchea till Vietnam var detta faktorer som bidrog till Vietnams blixtkrig mot Kampuchea i början av 1978. Kina svarade med att skicka 250 000 soldater till Vietnam i syfte att få Vietnam ut ur Kampuchea, som dock slog tillbaka med kraft. Vietnam använde i Kampuchea samma strategi som vid befrielsen av Saigon och i deras förband ingick 100 000 vietnameser och 30 000 kambodjaner. Demokratiska Kampuchea har 80 000 man stark armé vid den östra gränsen och 20 000 i Phnom Penh. 
Vietnamesiska styrkor intog Phnom Penh i januari 1979. Av många hälsades de som befriare från röda khmerernas repression som resulterat i mellan 600 000 och två miljoner döda till följd av svält, avrättningar och hemliga bortföranden. Heng Samrin, upprorsledare mot Pol Pot i östra zonen som sedan 1977 levt i exil i Vietnam blev installerad som president. Hun Sen blev utrikesminister (senare regeringschef). Nästan alla världens länder utom Sovjetblocket protesterade skarpt mot Vietnams ockupation av landet. Pol Pots gerilla flydde till gränsområdena till Thailand och inledde med prins Sihanouk gerillakrig mot den av Vietnam installerade nya regimen. FUNK med Sihanouk som ordförande återupprättades och tog nu kamp mot den vietnamesiska ockupationen. I FUNK kom nu även forna fiender till KKP som Lon Nol-sympatiserande grupper att ingå. Ett viktigt inslag för möjliggörandet av FUNK:s kamp var biståndet från västvärlden och USA. Röda khmererna fortsatte kontrollera stora delar av landsbygden och fortsatte representera Kampuchea i FN:s generalförsamling och erhöll förutom moraliskt även militärt stöd från bland andra Kina, USA och Thailand. KKP bytte namn till Demokratiska Kampucheas parti och i propagandan talade de om "kampen mot kommunisterna i Phnom Penh". Bland andra Margaret Thatcher var en av de många västledare som i ord och handling stödde Pol Pot. Sovjetunionens ökade inflytande i världen togs som intäkt för att byta fot och stödja den forna fienden. Vietnam som var beroende av stöd från Sovjetunionen sågs som ett större hot än Demokratiska Kampuchea, vars viktigaste diplomatiska förbindelser var med Kina med vilka världssamfundet normaliserat sina relationer till. 
I de av KKP upprättade flyktinglägren verkade många läkare från västvärlden. Folk dog av malaria. Successivt drevs röda khmererna iväg från de flesta av landsbygdens byar men framförallt i gränsområdena mot Thailand i Battambang, västra zonen, mötte den vietnamesiska armén hårdnackat motstånd från tusentals stridande gerillasoldater. FUNK-soldaterna var beroende av vapen från Kina och USA men utvecklade också en egen sofistikerad djungelgerillakrigföring med enkla fällor bestående av förtäckta gropar med sylvasst vässade bamburör i, som tog död på den som ramlade i. Hundratusentals minor av amerikansk produktion lades ut i djungeln av röda khmererna mot den Vietnamesiska armén. Minorna och regelrätta strider tog död på tiotusentals människor. Inbördeskriget fortsatte under hela 80-talet men vid Sovjetunionens kollaps drog sig de vietnamesiska soldaterna ur landet, och en koalitionsregering i den nya Staten Kambodja framförhandlades med USA:s hjälp bestående av tidigare proamerikanska och nya provietnamesiska krafter.